# Oppervlaktewater in 's-Hertogenbosch
Dit artikel behandelt het oppervlaktewater in 's-Hertogenbosch.
De stad 's-Hertogenbosch is in 1184 gesticht op een grondgebied van Orthen. De huidige binnenstad ligt echter zuidelijker dan het huidige Orthen. Het bekendste plein in de stad is de Markt. Dit plein ligt op een donk, dat wil zeggen, dat dit plein hoger ligt dan het omliggende gebied van de stad.
Het gebied buiten de binnenstad ligt lager dan omliggende gebieden. Een oorzaak is de aanwezigheid van de centrale slenk ten oosten van 's-Hertogenbosch. Hierdoor is dit gebied als het ware het afvoerputje van Noord-Brabant. Dit komt, doordat bij 's-Hertogenbosch veel wateren samenvloeien.

## Rivieren

### Maas

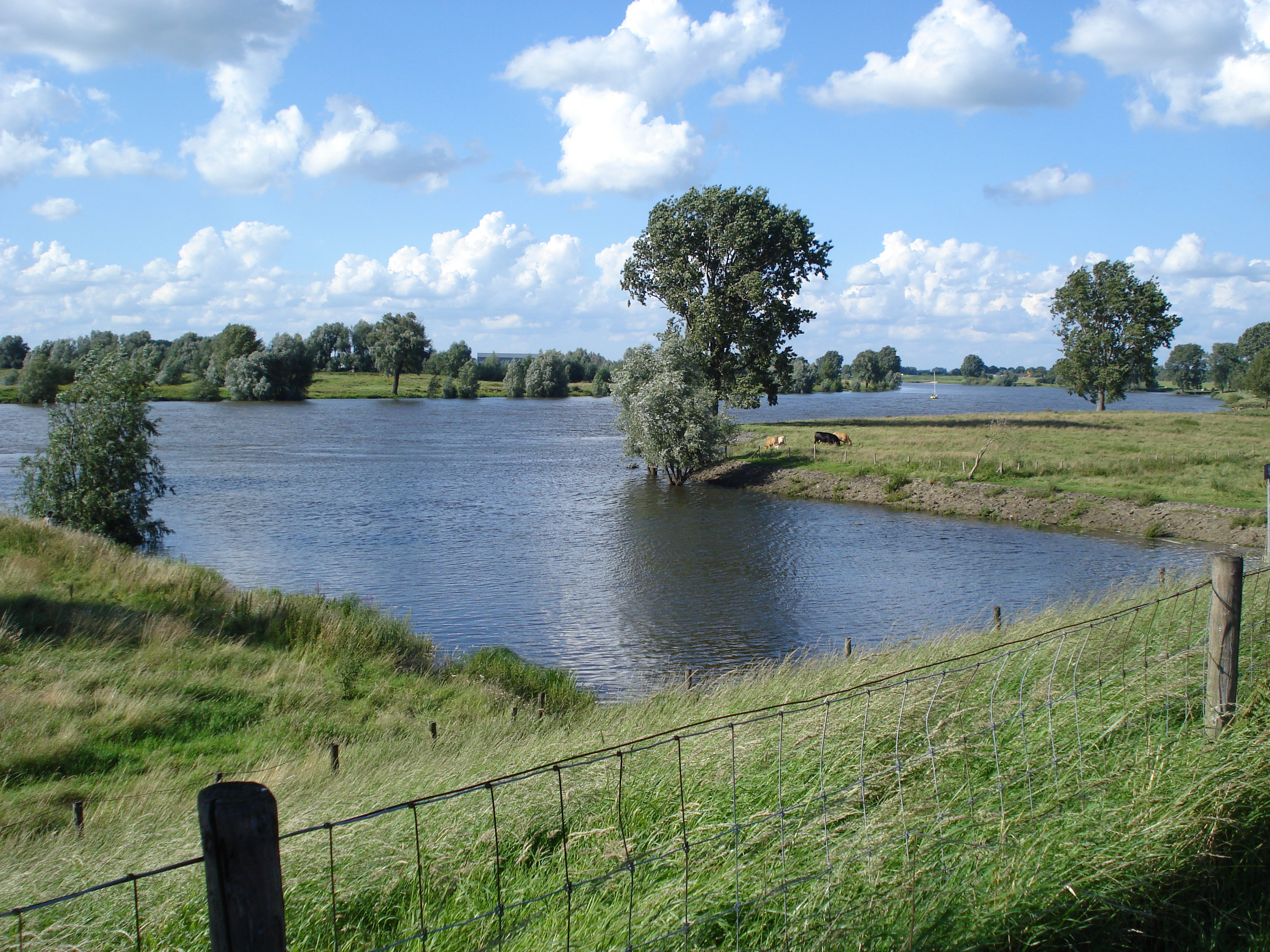
Samenvloeiing van de Hertogswetering en de Maas bij Gewande.

De grootste rivier die in de nabijheid van 's-Hertogenbosch stroomt, is de Maas. Deze rivier ontspringt op het Plateau van Langres in Frankrijk. De Maas rivier stroomt dan via België naar Nederland om even ten zuiden van Eijsden de grens van Nederland te passeren. Even ten oosten van Gewande stroomt de Maas gemeentegrens 's-Hertogenbosch binnen. De Maas verlaat het grondgebied van 's-Hertogenbosch even ten westen van Bokhoven.
De Maas heeft door de eeuwen een rol gespeeld voor 's-Hertogenbosch. Zo voeren de schepen via de Maas de stad binnen. Maar de Maas heeft ook een rol gespeeld bij het Beleg van 's-Hertogenbosch door Frederik Hendrik van Oranje in 1629. Bij Fort Crèvecoeur had Frederik Hendrik 150 schepen liggen. Deze werden vanuit Grave naar de stad gevaren. Maar tegelijkertijd blokkeerden ze ook de Maas, waardoor 's-Hertogenbosch niet meer over het water bereikbaar was door de Spanjaarden.
Tot aan het begin van de twintigste eeuw stroomde de Maas in de wintermaanden regelmatig over. Hierdoor werd er een winterdijk gebouwd. Deze dijk is op verschillende plaatsen afgebroken, maar op sommige plaatsen nog zichtbaar in het landschap. Zo ligt de buurtschap Bruggen aan een winterdijk. Ook in Rosmalen is deze dijk zichtbaar. Verder naar het westen ligt het natuurgebied de Heinis. Door dit natuurgebied ligt een dijk die dezelfde naam draagt als het gebied en dit is ook een winterdijk. Bij deze dijk liggen een aantal wielen die herinneren aan overstromingen van de Maas.

### Aa
Een andere rivier die door 's-Hertogenbosch stroomt, is de Aa. Deze rivier ontspringt in het Limburgse Nederweert. Bij Hintham stroomt de rivier de gemeentegrens met Sint-Michielsgestel over. Uiteindelijk vloeit de rivier bij de Citadel samen met de Dommel en de Zuid-Willemsvaart.
De Aa stroomt vanaf het Hinthamerbolwerk ten noorden van de vestingwerken van 's-Hertogenbosch. Het vormt dan ook vanaf dit punt een stadsgracht van de stad. Ook de Dommel ten westen van de Binnenstad vormt een stadsgracht. Vanaf de Willemsbrug bij het Willemsplein en Wilhelminaplein stroomt deze rivier langs de Westwal.

### Dieze
De Dieze is een rivier die ontstaat door de samenvloeiing van de Aa, de Dommel en de Zuid-Willemsvaart. De rivier begint bij de Citadel en stroomt in het noorden van de gemeente in de Grens. Onderweg stroomt de rivier nog door de Ertveldplas en splitst de Gekanaliseerde Dieze bij Engelen zich nog af van de rivier.

### Dommel

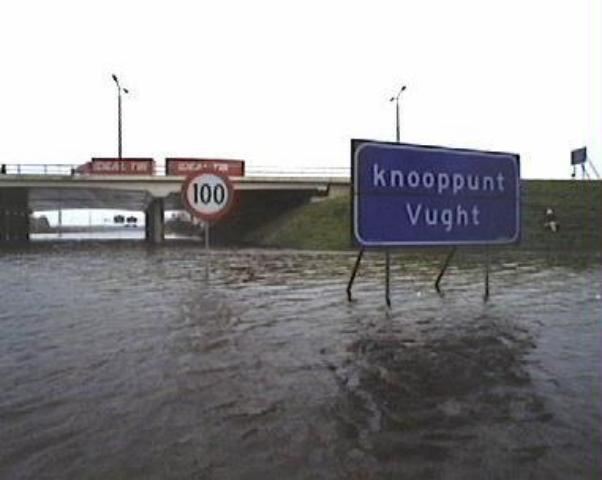
Overstroming van de Dommel in 1995.

De Dommel is een rivier die ontspringt op het Kempens Plateau in België bij het gehucht Wauberg. Bij Vught stroomt de Dommel de gemeentegrens met 's-Hertogenbosch over, om bij de Citadel samen te vloeien met de Aa en de Zuid-Willemsvaart.
Zowel de Aa, de Dieze en de Dommel hebben ook een geschiedenis tijdens het Beleg van 's-Hertogenbosch in 1629. Frederik Hendrik liet rondom de stad een dijk bouwen van 45 kilometer lang en 1,80 meter hoog. Door deze dijk werden de rivieren omgelegd, zodat ze niet meer door de stad liepen. Hierdoor en door de blokkade bij Fort Crèvecoeur, was er helemaal geen vervoer meer over water naar de stad. Tegelijkertijd liet Frederik Hendrik het moeras rondom de stad 's-Hertogenbosch met behulp van rosmolens droogpompen. Dit als voorbereiding van de belegering van de Moerasdraak, zoals de bijnaam van de stad luidt. Na het beleg liepen de rivieren weer door de stad.
Zowel de Dommel als de Aa, maar ook de Zuid-Willemsvaart, hebben invloed gehad op het tracé van de Spoorlijn Tilburg - Nijmegen. Deze spoorlijn werd in 1881 aangelegd. Oorspronkelijk was het de bedoeling, dat deze spoorlijn ten oosten van de stad zou komen te liggen. De Nederlandsche Zuidooster Spoorweg-Maatschappij, die de spoorlijn aanlegde, zou dan drie spoorbruggen moeten aanleggen. 's-Hertogenbosch was echter al aangesloten op het spoornet via de spoorlijn Utrecht - Boxtel. Deze spoorlijn had al een brug over de Dieze.
De stad was in deze tijd bezig met het volbouwen van de wijk 't Zand. Deze wijk lag toentertijd in het westen van de stad en in het oosten had de stad nog geen uitbreidingsplannen. Mede hierdoor en om de kosten te besparen, werd besloten om deze spoorlijn aan te sluiten op de bestaande Staatslijn en om gebruik te maken van dezelfde brug over de Dieze en werd afgezien van een spoorlijn ten oosten van de stad. Hiermee zouden er geen bruggen gebouwd hoeven worden over de Aa, de Dommel en de Zuid-Willemsvaart.
De Dommel kwam in 1995 ook in het nieuws. Tijdens de watersnood eind januari 1995 overstroomde de Dommel. Hierdoor liep de A2 tussen afslag Sint-Michielsgestel tot aan Knooppunt Vught onder en was daardoor onbegaanbaar voor verkeer. Hierdoor werden er na de watersnood dijken aangelegd in Het Bossche Broek, opdat de Dommel hier niet meer kon overstromen.

## Binnendieze

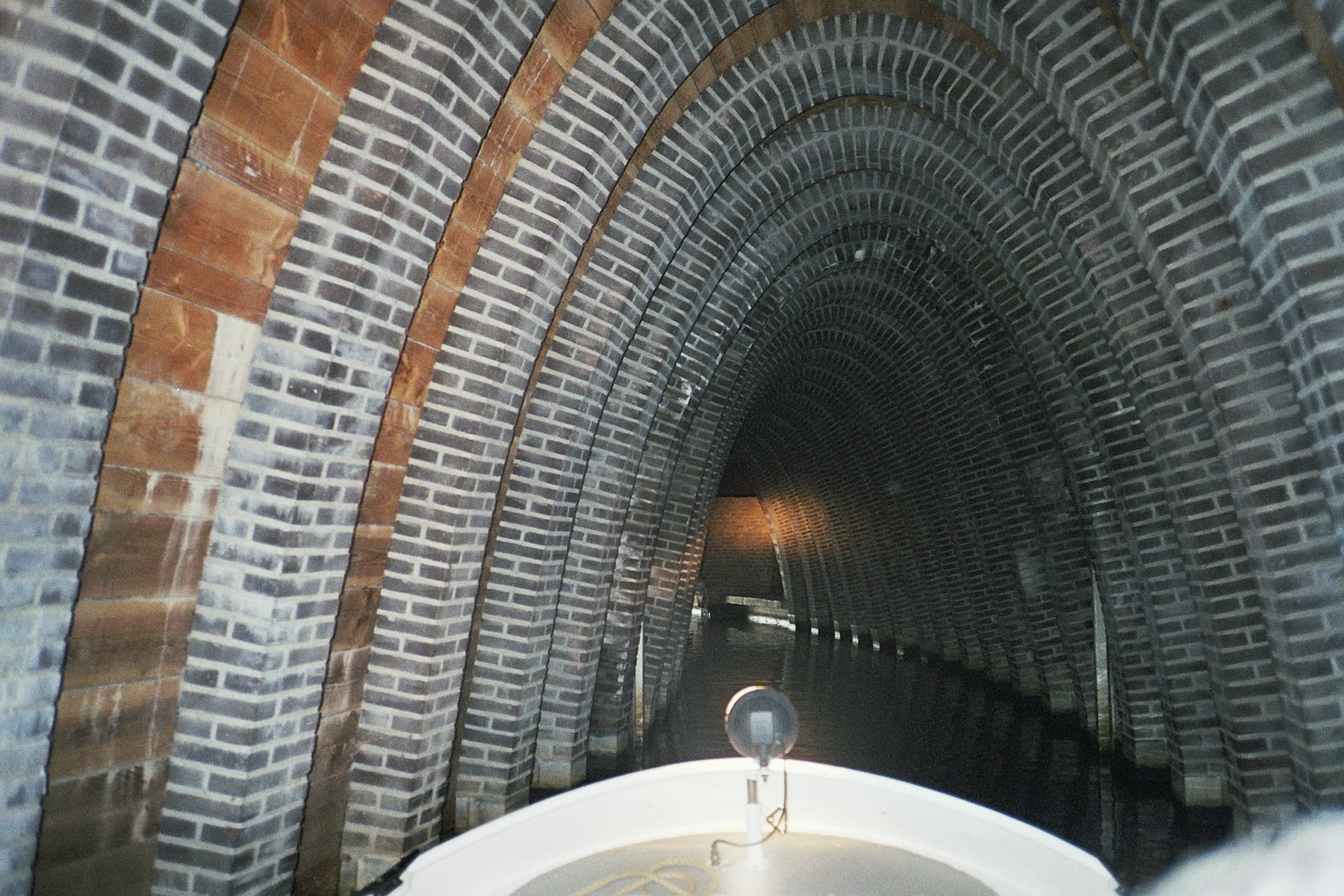
Binnendieze

De Binnendieze is een verzameling van een aantal stromen in de Binnenstad van 's-Hertogenbosch. De Binnendieze is vooral bekend vanwege de rondvaarttochten door overkluisde stromen in de Binnenstad. Afhankelijk van de straat waar de stroom onder stroomt, hebben de takken een aparte naam. In 2008 werd het 14e venster van de watercanon van Nederland aan de Binnendieze gewijd.
De bekendste gracht van de Binnendieze is de Stadsgracht. Dit komt, doordat deze gracht niet overkluisd ligt. De Stadsgracht stroomt langs de vestingwerken aan de Zuidwal, de zuidkant van de Binnenstad. Het staat hier middels een aantal sloten in verbinding met Het Bossche Broek en wordt gevoed door de Dommel. Ook staat het in verbinding met de Zuiderplas, het water in het landgoed de Pettelaar en rondom de Pettelaarse Schans.
De Stadsgracht staat ook in verbinding met het Voldersgat. Hier vertakt het water in de Verwersstroom en De Groote Stroom.
In de jaren 1990 heeft de gemeente 's-Hertogenbosch de Binnendieze gerestaureerd. Gedempte stromen, zoals de Parkstroom en een gedeelte van de Marktstroom zijn echter niet opnieuw gegraven. Wel is op sommige plaatsen de overkluizing gerestaureerd of zelfs verwijderd. Dit geldt voor onder andere de Kleine Vughterstroom dat tot 1996 overkluisd was, maar sindsdien een meer open karakter heeft gekregen.

## Kanalen

### Afwateringskanaal 's-Hertogenbosch - Drongelen
Het Afwateringskanaal 's-Hertogenbosch-Drongelen werd gegraven tussen 1907 en 1911. Dit kanaal had als doel om het natuurgebied Het Bossche Broek te ontlasten tijdens wateroverlast. Het afwateringskanaal splitst zich in het zuiden van de gemeente af van de Dommel. Dit gebeurt ter hoogte van het Wilhelminaplein. Eveneens in het zuiden ter hoogte van voormalig Fort Isabella passeert het de gemeentegrens met Vught.

### Diezekanaal

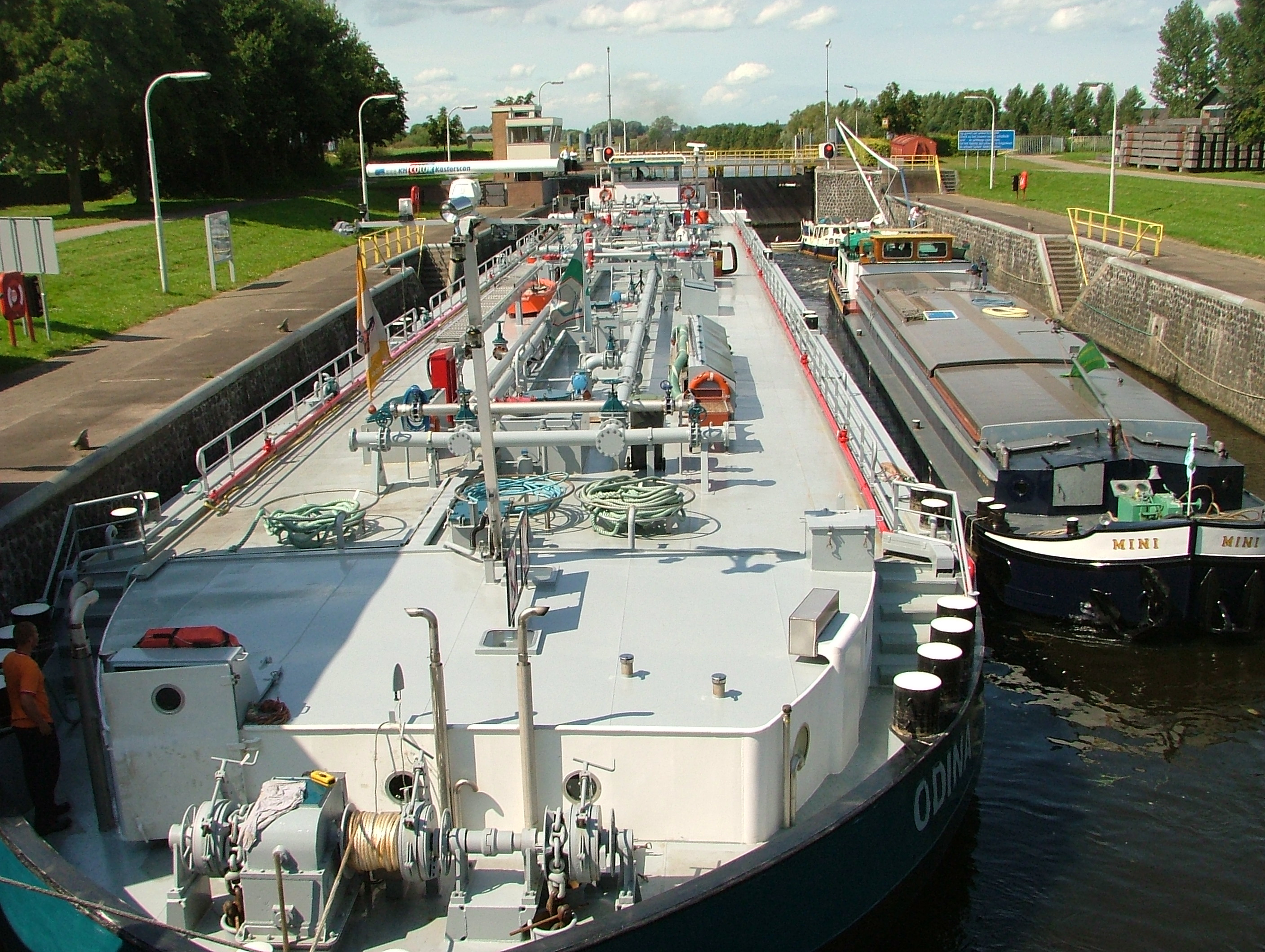
Boten in de sluis, afwachtend tot de hefbrug open gaat.

Het Diezekanaal is een kanaal dat in zijn geheel op het grondgebied van de gemeente 's-Hertogenbosch ligt. Het kanaal is een aftakking van de rivier de Dieze en is tussen 1897 en 1902 gegraven. Het kanaal vormt de scheepvaartroute naar 's-Hertogenbosch naar de Maas en andersom. Ter hoogte van Engelen ligt een sluis. Bij de sluis mondt het kanaal uit in de Maas.

### Hertogswetering
De Hertogswetering is een kanaal in het noorden van de provincie Noord-Brabant. Het loopt van Grave westwaarts naar 's-Hertogenbosch om bij Gewande in de Maas te stromen. Waar het de gemeentegrens van 's-Hertogenbosch bereikt, vormt het de gemeentegrens met Oss.

### Zuid-Willemsvaart

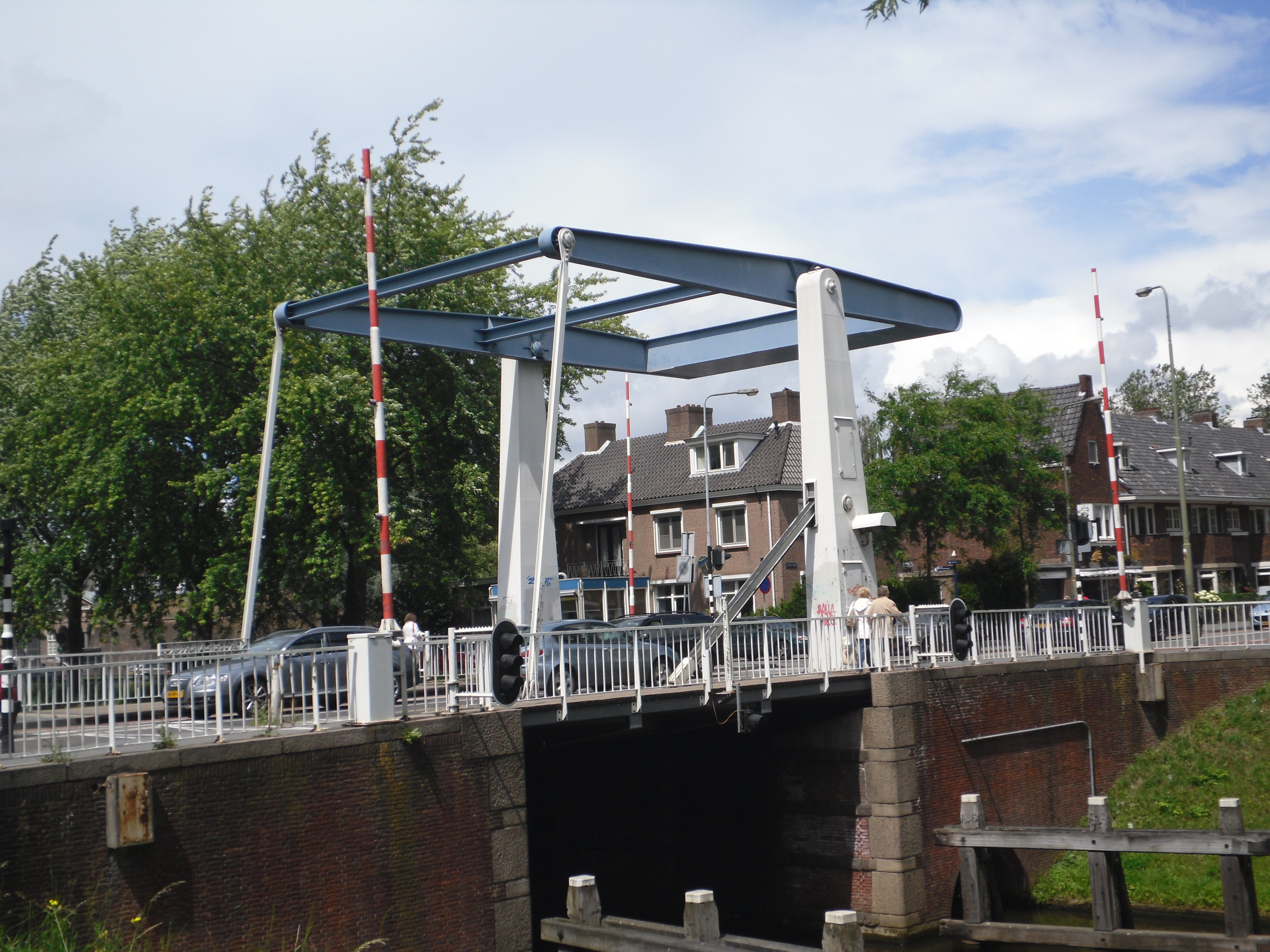
De Orthenbrug over de Zuid-Willemsvaart in 's-Hertogenbosch.

Het belangrijkste kanaal in 's-Hertogenbosch is de Zuid-Willemsvaart. In 1821 had Koning Willem I besloten om een kanaal te graven dat 's-Hertogenbosch met Maastricht zou verbinden. Het doel was om de opkomende industrie in Luik een snellere verbinding te geven met het noorden van het Verenigd Koninkrijk der Nederlanden. In 1825 kwam het gedeelte tussen 's-Hertogenbosch en Helmond gereed.
De Citadel van 's-Hertogenbosch had een karakteristieke stervorm. De scheepvaart had erg veel last van de zuidpunt die in de Zuid-Willemsvaart lag. Om de scheepvaart tegemoet te komen werd na de invoering van de vestingwet een der punten van de Citadel geamputeerd.

#### Omlegging
De Zuid-Willemsvaart ligt nog steeds in de Binnenstad van 's-Hertogenbosch. De ophaalbruggen zorgden voor veel opstoppingen als de bruggen geopend zijn. In 2014 is een 9 km lange aftakking van de Zuid-Willemsvaart ten oosten van de A2 en ten westen van Rosmalen gegraven onder de naam Máximakanaal gaan heten. Het Máximakanaal stroomt bij de De Koornwaard in de Maas. Er zijn geen plannen om het gedeelte van de Zuid-Willemsvaart in de Binnenstad van 's-Hertogenbosch te dempen.

## Meren

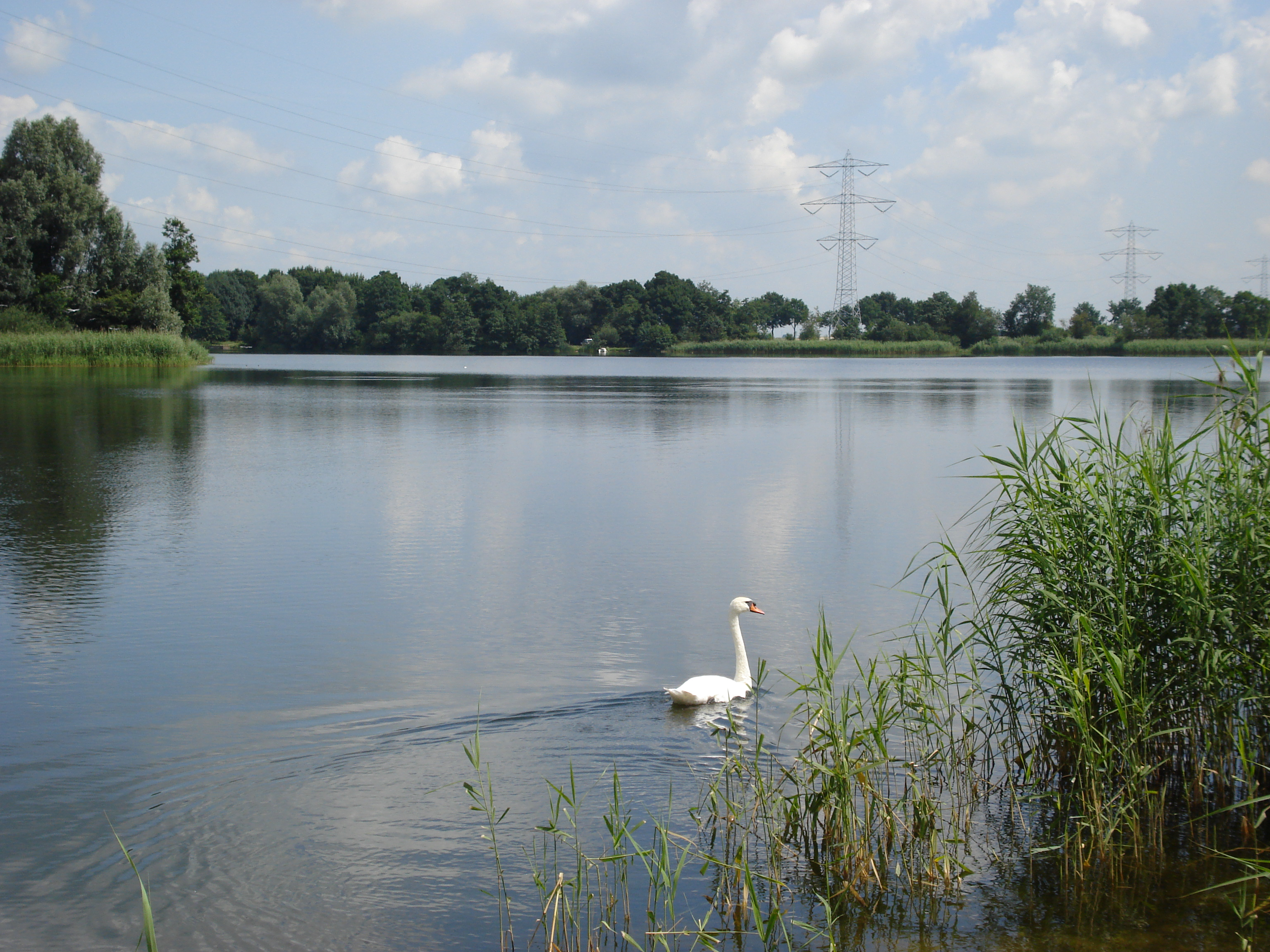
Rosmalense Plas.

In de gemeente 's-Hertogenbosch liggen een aantal meren en wielen met een naam. De meeste wielen zijn overblijfselen van overstromingen van de Maas, al dan niet in combinatie met dijkdoorbraken. De wielen bij de Heinis en de Fransche Wielen zijn daar voorbeelden van. Zowel bij de Heinis en bij de Fransche Wielen vormt het gebied nu een natuurgebied.
Het Engelermeer is echter een restant van de stroomgeul van de Maas van voor de 13e eeuw. Feitelijk is het een gebied met drie plassen, waarvan twee in gebruik zijn als recreatieplas. De meest noordelijke plas is een natuurgebied en wordt ook gebruikt voor zandwinning.
Ook andere meren in de gemeente 's-Hertogenbosch zijn ontstaan door zandwinning. Het zand werd veelal gebruikt voor de aanleg van een aantal woonwijken zoals de Aawijk-Zuid. Voorbeelden van dit soort plassen zijn de Rosmalense Plas, Oosterplas en de Zuiderplas. Deze plassen zijn nu alle drie in gebruik als recreatieplassen, dit in tegenstelling tot de Ertveldplas die ook is ontstaan door de zandwinning. Het zand daarvan is gebruikt voor ophoging van wegen, zoals de Zandzuigerstraat.